# فور كورنيرس (تكساس)
فور كورنيرس (بالإنجليزية: Four Corners CDP, Texas)‏ هي منطقة سكنية تقع بولاية تكساس في الولايات المتحدة. تبلغ مساحتها 6.59 كم2، وترتفع عن سطح البحر 28.651200000000003 م، بلغ عدد سكانها 12,382 نسمة في عام 2010 حسب إحصاء مكتب تعداد الولايات المتحدة وتصل الكثافة السكانية فيها 1,878.9 نسمة لكل كيلومتر مربع (4,866.3/ميل2).

## التركيبة السكانية
حدّد مكتب تعداد الولايات المتحدة بيانات التركيبة السكانية لفور كورنيرس في تعداد الولايات المتحدة. في ما يلي، التركيبة السكانية حسب تعدادي 2000 و2010.

### تعداد عام 2000
بلغ عدد سكان فور كورنيرس 2,954 نسمة بحسب تعداد عام 2000، وبلغ عدد الأسر 775 أسرة وعدد العائلات 702 عائلة مقيمة في المنطقة السكنية. في حين سجلت الكثافة السكانية 448.3 نسمة لكل كيلومتر مربع (1,161.1/ميل2). وبلغ عدد الوحدات السكنية 824 وحدة بمتوسط كثافة قدره 125 لكل كيلومتر مربع (323.7/ميل2).
وتوزع التركيب العرقي للمنطقة السكنية بنسبة 42.76% من البيض و18.96% من الأمريكيين الأفارقة و0.64% من الأمريكيين الأصليين و15.94% من الأمريكيين ذوي الأصول الآسيوية و0.03% من سكان جزر المحيط الهادئ و18.82% من الأعراق الأخرى و2.84% من عرقين مختلطين أو أكثر و41.16% من الهسبانيون أو اللاتينيون من أي عرق.
بلغ عدد الأسر 775 أسرة كانت نسبة 63.9% منها لديها أطفال تحت سن الثامنة عشر تعيش معهم، وبلغت نسبة الأزواج القاطنين مع بعضهم البعض 74.3% من أصل المجموع الكلي للأسر، ونسبة 10.2% من الأسر كان لديها معيلات من الإناث دون وجود شريك، بينما كانت نسبة 6.1% من الأسر لديها معيلون من الذكور دون وجود شريكة وكانت نسبة 9.4% من غير العائلات. تألفت نسبة 7.2% من أصل جميع الأسر من عدة أفراد يعيشون في نفس المنزل ونسبة 2.7% كانت تتألف من شخص يعيش بمفرده يبلغ من العمر 65 عاماً أو أكثر. وبلغ متوسط حجم الأسرة المعيشية 3.81، أما متوسط حجم العائلات فبلغ 4.02.
بلغ العمر الوسطي للسكان 28.2 عاماً. وكانت نسبة 36.7% من القاطنين تحت سن الثامنة عشر، وكانت نسبة 10% بين الثامنة عشر والرابعة والعشرين عاماً، ونسبة 29.1% كانت واقعةً في الفئة العمرية ما بين الخامسة والعشرين والرابعة والأربعين عاماً، ونسبة 19.3% كانت ما بين الخامسة والأربعين والرابعة والستين، ونسبة 4.8% كانت ضمن فئة الخامسة والستين عاماً فما فوق. يوجد لكل 100 أنثى 100.0 ذكر، ويوجد لكل 100 أنثى في الثامنة عشر من عمرها فما فوق 97.8 ذكر.
بلغ متوسط دخل الأسرة في المنطقة السكنية 71,964 دولارًا، أما متوسط دخل العائلة فبلغ 73,750 دولارًا. وكان متوسط دخل الذكور 43,333 دولارًا مقابل 39,500 دولارًا للإناث. وسجل دخل الفرد الخاص بالمنطقة السكنية 24,468 دولارًا. وكانت نسبة 5.8% من العائلات ونسبة 8.9% من السكان تحت خط الفقر، وكان من هؤلاء نسبة 14.6% تحت سن الثامنة عشر ونسبة 12% في الخامسة والستين من العمر وما فوق.

### تعداد عام 2010
بلغ عدد سكان فور كورنيرس 12,382 نسمة بحسب تعداد عام 2010، وبلغ عدد الأسر 3,226 أسرة وعدد العائلات 2,914 عائلة مقيمة في المنطقة السكنية. في حين سجلت الكثافة السكانية 1,878.9 نسمة لكل كيلومتر مربع (4,866.3/ميل2). وبلغ عدد الوحدات السكنية 3,332 وحدة بمتوسط كثافة قدره 505.6 لكل كيلومتر مربع (1,309.5/ميل2).
وتوزع التركيب العرقي للمنطقة السكنية بنسبة 18.60% من البيض و31.18% من الأمريكيين الأفارقة و0.36% من الأمريكيين الأصليين و34.61% من الأمريكيين ذوي الأصول الآسيوية و0.02% من سكان جزر المحيط الهادئ و11.77% من الأعراق الأخرى و3.46% من عرقين مختلطين أو أكثر و25.40% من الهسبانيون أو اللاتينيون من أي عرق.
بلغ عدد الأسر 3,226 أسرة كانت نسبة 62% منها لديها أطفال تحت سن الثامنة عشر تعيش معهم، وبلغت نسبة الأزواج القاطنين مع بعضهم البعض 69.7% من أصل المجموع الكلي للأسر، ونسبة 15.1% من الأسر كان لديها معيلات من الإناث دون وجود شريك، بينما كانت نسبة 5.6% من الأسر لديها معيلون من الذكور دون وجود شريكة وكانت نسبة 9.7% من غير العائلات. تألفت نسبة 7.9% من أصل جميع الأسر من عدة أفراد يعيشون في نفس المنزل ونسبة 1.4% كانت تتألف من شخص يعيش بمفرده يبلغ من العمر 65 عاماً أو أكثر. وبلغ متوسط حجم الأسرة المعيشية 3.84، أما متوسط حجم العائلات فبلغ 4.04.
بلغ العمر الوسطي للسكان 31.0 عاماً. وكانت نسبة 34% من القاطنين تحت سن الثامنة عشر، وكانت نسبة 9.3% بين الثامنة عشر والرابعة والعشرين عاماً، ونسبة 29.1% كانت واقعةً في الفئة العمرية ما بين الخامسة والعشرين والرابعة والأربعين عاماً، ونسبة 23% كانت ما بين الخامسة والأربعين والرابعة والستين، ونسبة 4.5% كانت ضمن فئة الخامسة والستين عاماً فما فوق. وتوزع التركيب الجنسي للسكان بنسبة 48.3% ذكور و51.7% إناث.